# Ciało doskonałe
Ciało doskonałe – ciało {\displaystyle k,} które spełnia następujące równoważne warunki:
- każde rozszerzenie skończone {\displaystyle k} jest rozdzielcze, tzn. każdy wielomian nierozkładalny nad {\displaystyle k} ma różne pierwiastki;
- {\displaystyle k} jest charakterystyki 0, bądź, jeżeli {\displaystyle k} jest charakterystyki {\displaystyle p>0,} każdy element {\displaystyle k} jest {\displaystyle p}-tą potęgą;
- każdy element {\displaystyle k} jest {\displaystyle q}-tą potęgą, gdzie {\displaystyle q} oznacza wykładnik charakterystyczny równy {\displaystyle 1,} jeżeli {\displaystyle k} ma charakterystykę 0 oraz równy {\displaystyle p,} gdy {\displaystyle k} jest charakterystyki {\displaystyle p>0;}
- domknięcie rozdzielcze {\displaystyle k} jest algebraicznie domknięte;
- każda k-algebra {\displaystyle A} jest algebrą rozdzielczą, tzn. {\displaystyle A\otimes _{k}F} jest zredukowany nad każdym rozszerzeniem ciała {\displaystyle F/k.}

W szczególności doskonałymi są wszystkie ciała charakterystyki zero oraz ciała skończone.
Ogólniej, pierścień charakterystyki {\displaystyle p} (będącej liczbą pierwszą) nazywa się doskonałym, jeżeli endomorfizm Frobeniusa jest automorfizmem.

## Przykłady
Przykładami ciał doskonałych są: ciała charakterystyki zero, ciała skończone, ciała algebraicznie domknięte, suma mnogościowa ciał doskonałych, ciała algebraiczne nad ciałem doskonałym (w szczególności ciało niedoskonałe musi być przestępne nad swoim podciałem pierwszym, które jest doskonałe). Z drugiej strony, jeśli {\displaystyle k} jest dodatniej charakterystyki, to {\displaystyle k(X),} gdzie {\displaystyle X} jest nieoznaczone, nie jest doskonałe. Istotnie, większość ciał pojawiających się w praktyce nie jest doskonała. Ciała niedoskonałe pojawiają się głównie w geometrii algebraicznej.

## Domknięcie doskonałe i udoskonalenie
Pierwszy warunek mówi, dla charakterystyki {\displaystyle p,} iż ciało z dołączonymi wszystkimi pierwiastkami {\displaystyle p}-tego stopnia (zwykle oznaczane {\displaystyle k^{p^{-\infty }}}) jest doskonałe; nazywa się je domknięciem doskonałym (ang. perfect closure) i oznacza {\displaystyle k_{p}.} Równoważnie domknięcie doskonałe jest maksymalnym podrozszerzeniem czysto nierozdzielczym. Jeżeli {\displaystyle E/k} jest skończonym rozszerzeniem normalnym, to {\displaystyle E\simeq k_{p}\otimes _{k}k_{s}}.
Wyrażone w języku własności uniwersalnych domknięcie doskonałe pierścienia {\displaystyle A} o charakterystyce {\displaystyle p} wraz z homomorfizmem pierścieni {\displaystyle \mu \colon A\to A_{p}} takim, że dla każdego innego pierścienia doskonałego {\displaystyle B} charakterystyki {\displaystyle p} z homomorfizmem {\displaystyle \nu \colon A\to B} istnieje jednoznacznie wyznaczony homomorfizm {\displaystyle f\colon A_{p}\to B} taki, że {\displaystyle \nu } faktoryzuje się poprzez {\displaystyle \mu ,} tzn. {\displaystyle \nu =f\mu .} Dowodzi się, że domknięcie doskonałe zawsze istnieje.
Udoskonalenie (ang. perfection) pierścienia {\displaystyle A} charakterystyki {\displaystyle p} jest pojęciem dualnym do poprzedniego (choć termin ten oznacza niekiedy domknięcie doskonałe). Innymi słowy udoskonalenie {\displaystyle \operatorname {R} (A)} pierścienia {\displaystyle A} jest pierścieniem doskonałym charakterystyki {\displaystyle p} z odwzorowaniem {\displaystyle \theta \colon \operatorname {R} (A)\to A} takim, że dla dowolnego pierścienia doskonałego {\displaystyle B} charakterystyki {\displaystyle p} wyposażonego w odwzorowanie {\displaystyle \varphi \colon B\to A} istnieje jednoznacznie wyznaczone przekształcenie {\displaystyle f\colon B\to \operatorname {R} (A)} takie, że {\displaystyle \varphi } faktoryzuje się poprzez {\displaystyle \theta ,} tzn. {\displaystyle \varphi =\theta f.} Udoskonalenie {\displaystyle A} można również skonstruować jak podano niżej. Niech dany będzie układ rzutowy
{\displaystyle \dots \to A\to A\to A\to \dots ,}
w którym odwzorowania przejścia są endomorfizmami Frobieniusa. Granicą odwrotną tego układu jest {\displaystyle \operatorname {R} (A),} składa się ona z ciągów {\displaystyle (x_{0},x_{1},\dots )} elementów {\displaystyle A} takich, że {\displaystyle x_{i+1}^{p}=x_{i}} dla wszystkich {\displaystyle i.} Odwzorowanie {\displaystyle \theta \colon \operatorname {R} (A)\to A} przekształca {\displaystyle (x_{i})} na {\displaystyle x_{0}}.